# James Lawson
James Morris Lawson, Jr. (Uniontown, Pensilvania , 22 de septiembre de 1928-Los Ángeles, 9 de junio de 2024) fue un activista y profesor universitario estadounidense. Es uno de los teóricos de la no violencia dentro del Movimiento por los derechos civiles en Estados Unidos.

## Biografía
Hijo y nieto de ministros, nació en Uniontown (Pensilvania), y creció en Massillon (Ohio), donde se ordenó como ministro en su último año de secundaria.
Cuando estudiaba en la Universidad Baldwin Wallace, se unió a la Fellowship of Reconciliation (FOR) y al Congress of Racial Equality (CORE).
Pasó un año en prisión por su compromiso como objetor de conciencia y su negativa al servicio militar obligatorio para alistarse a la Guerra de Corea, y tres años como misionero metodista en Nagpur (India). En la India se inspiró en el discurso de la no violencia de Mahatma Gandhi.
De regreso a Estados Unidos, ingresó en el Oberlin College.Martin Luther King le introducido en el movimiento afroamericano por los derechos civiles en Estados Unidos. Participó en particular en la política de los Freedom Rides y en las sentadas.
Posteriormente ingresó a la Universidad de Vanderbilt y también participó en la Conferencia de Liderazgo Cristiano del Sur (SCLC). En Nashville, preparó a muchos estudiantes para ser activistas de la no violencia, para que resistieran las brutales reacciones de las autoridades blancas. Entre los estudiantes se encontraban: Diane Nash, James Bevel, Bernard Lafayette, Marion Barry y John Lewis, entre otros. Fue expulsado de la Universidad de Vanderbilt por sus actividades pacifistas.
Posteriormente pasó muchos años como pastor protestante en Memphis y en Los Ángeles, donde falleció el 9 de junio de 2024, a los 95 años tras una breve enfermedad.